# Hendrina Stenmanns
Hendrina Stenmanns (Issum, Duitsland, 28 mei 1852 - Steyl-Tegelen, Nederland, 20 mei 1903) was medestichteres van de missiezusters van Steyl-Tegelen. Ze werd zalig verklaard op zondag 29 juni 2008, tijdens een grootse viering in het Openluchttheater De Doolhof te Tegelen. De zaligverklaring werd - namens paus Benedictus XVI - voorgelezen door kardinaal José Saraiva Martins, prefect van de Congregatie voor de Heilig- en Zaligsprekingsprocessen.
Hendrina Stenmanns kwam in februari 1884 als keukenhulp wonen in het missiehuis van Steyl. Samen met Maria Helena Stollenwerk en Arnold Janssen, de stichter van de Gemeenschap van het Goddelijk Woord (Societas Verbi Divini, SVD), bekendstaand als Missionarissen van Steyl, stichtte Hendrina Stenmanns in december 1889 de missiecongregatie van de dienaressen van de Heilige Geest.  
Maria Helena Stollenwerk en Hendrina Stenmanns begonnen het noviciaat op 17 januari 1892. Helena nam de kloosternaam Zuster Maria aan. Hendrina Stenmanns, die de kloosternaam Zuster Josepha droeg, werd in 1898 moeder-overste (moeder Josepha) van de in 1896 gestichte congregatie van de Dienaressen van de Heilige Geest van de Altijddurende Aanbidding, de tak van slotzusters waar zij vanaf 1898 tot aan haar dood op 3 februari 1900 toe behoorde.   
Moeder Josepha kwam op 20 mei 1903 te overlijden als gevolg van astma-aanvallen en waterzucht. Aan haar werden innemende goedheid en hartelijkheid, bewust leven uit een diepe verbondenheid met de heilige Geest en overtuigende eenvoud toegeschreven. Samen met Helena Stollenwerk, moeder Maria, de moeder-overste van de dienaressen van de Heilige Geest, wordt moeder Josepha gezien als een van de pioniers van de congregaties van Steyl.  
Zuster Maria Helena Stollenwerk werd al op 7 mei 1995 zalig verklaard door paus Johannes Paulus II. De kerk van het bisdom Roermond viert haar gedachtenis op 28 november. 
De eerste stappen voor de zaligverklaring van Hendrina Stenmanns werden in 1950 gezet. Om zalig verklaard te worden is het nodig dat ten minste één wonder aan de kandidaat kan worden toegeschreven. In het geval van zuster Josepha was dat de genezing van een Braziliaanse jongen in 1985, die - nadat hij tot zuster Josepha had gebeden - op medisch onverklaarbare gronden genas van een blindedarmontsteking. De kerk van het bisdom Roermond viert haar gedachtenis op 20 mei. 